# Ялтинська вулиця (Київ)
Я́лтинська ву́лиця — вулиця в Дарницькому районі міста Києва, місцевість Нова Дарниця. Пролягає від вулиць Привокзальної та Бориспільської  до вулиці Юрія Шевельова. 
Прилучаються Привокзальна площа, вулиці  Павла Чубинського, Ісмаїла Гаспринського, Геннадія Афанасьєва, Новодарницька і Юрія Литвинського.

## Історія
Вулиця виникла на початку XX століття під назвою Базарна (простягалася уздовж Торгової площі або так званого Базару, на місці якого й понині функціонує Дарницький ринок). У першій третині XX століття отримала назву (3-тя) Кооперативна (на мапі 1943 року — вулиця Кооперації). Сучасна назва — з 1955 року.

## Установи та заклади
- Загальноосвітня школа № 127 з поглибленим вивченням української мови та літератури (№ 13)
- Інформаційне агентство Державної прикордонної служби України (№ 11)
- Будинок побуту «Дарничанка»

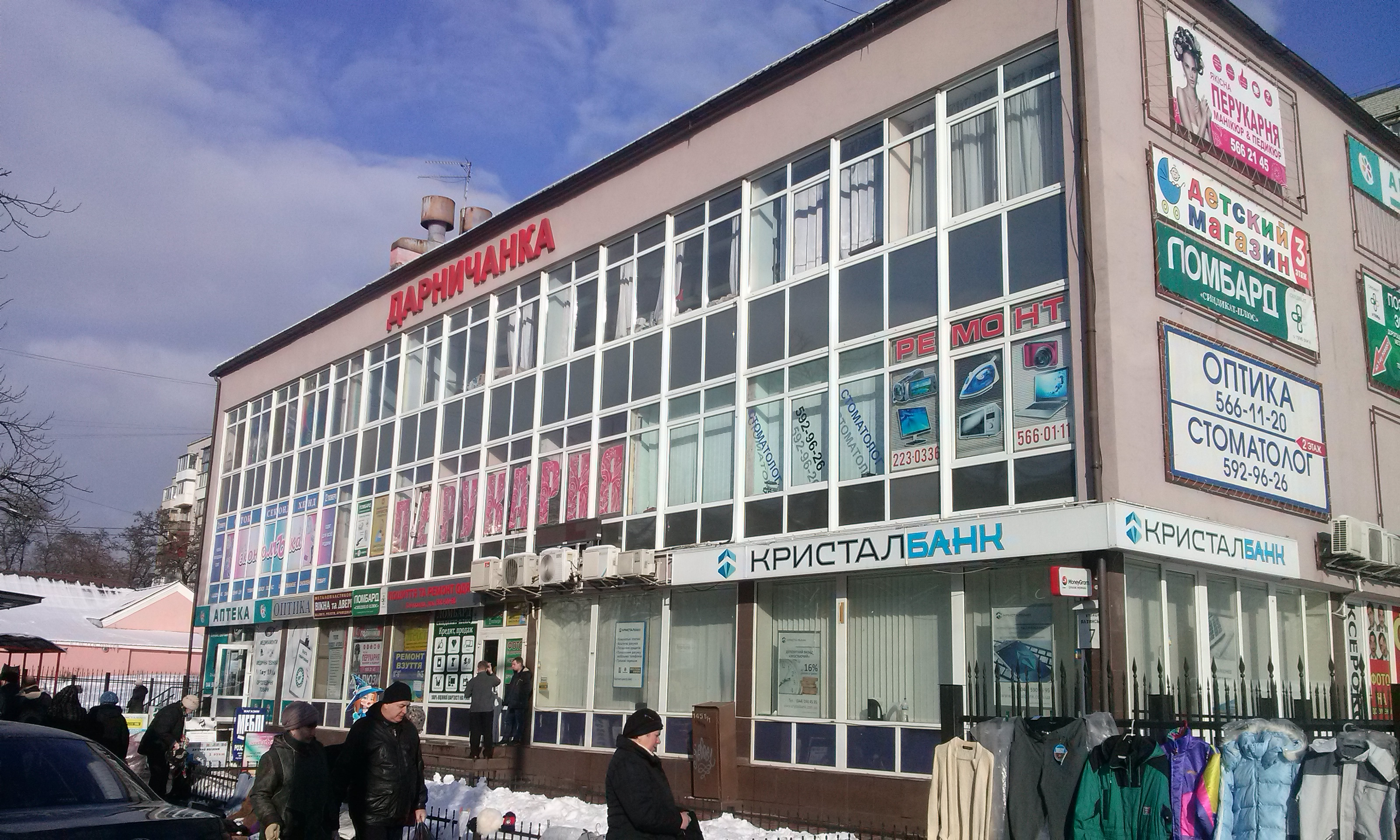
№ 7 – будинок побуту «Дарничанка»
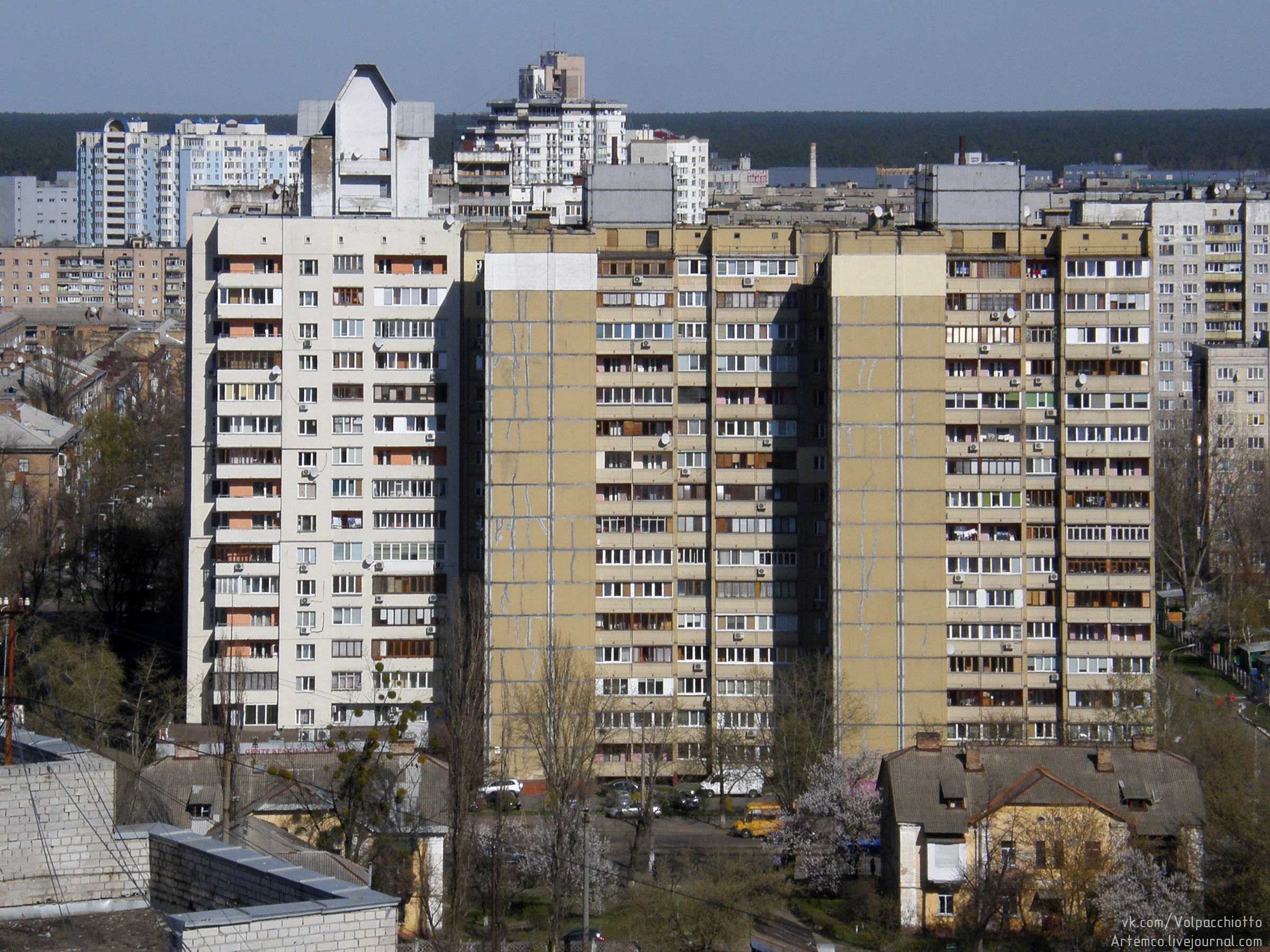
№ 15 – будинок серії Т-2, 1996 р.